# Baldwin's Gate
Baldwin's Gate är en by i Staffordshire i England. Byn är belägen 21,1 km 
från Stafford. Orten har 937 invånare (2015).